# 파벨레츠카야역 (자모스크보레츠카야선)
파벨레츠카야역(러시아어: Павеле́цкая)은 모스크바 지하철 자모스크보레츠카야 선의 역이다. 1943년 11월 20일에 개장했다.

## 역사
파벨레츠카야 역은 자모스크보레츠카야 선의 3차 공사 중이던 1943년 11월 20일 개장했다. 당시 파벨레츠카야 역은 플로샤디 스베들로바 역(오늘날의 테아트랄나야 역)과 자보드 이메니 스탈리나 역(현재 압토자보츠카야 역)을 연결했다. 역의 이름은 역의 인근에 있던 파벨레츠키 기차역에서 따왔다.
2차 세계대전이 끝난 후, 파벨레츠카야 역은 잠시 폐쇄되었으며, 1953년 2월 21일 다시 재개장하였다. 1987년 역에서 화재가 난 뒤 역의 동쪽과 남쪽 부분이 손상되어 개축이 있었고, 오늘날까지 영업 중이다.

## 사고
- 1987년 4월 20일, 당시 시간으로 7시 55분 경 화재가 발생하였다. 열차는 파벨레츠카야 역에 도착했으며, 모든 승객들은 역의 지시에 따라 신속히 승차해 승객들 중 인명 피해는 없었다. 하지만 이 화재로 인해 파벨레츠카야 역은 상당 부분 손실을 입었고, 화재로 손상된 부분은 재건축을 다시 거쳤다.[1]
- 2004년 2월 6일 8시 30분 경, 체첸 반군의 자살 테러로 압토자보츠카야 역에서 파벨레츠카야 역으로 오는 열차에 타고 있던 40명 가량의 승객이 사망했다.
- 2007년 1월 15일, 콜체바야 선과 자모스크보레츠카야 역을 잇는 환승 터널에서 화재가 발생해 시민들이 대피하는 사태가 일어났다. 다행히 부상자는 없었다.[2]

## 환승
파벨레츠카야 역에서는 콜체바야 선의 파벨레츠카야 역으로 갈아탈 수 있다. 콜체바야 선의 파벨레츠카야 역으로 환승하는 구간은 모스크바 지하철 중 비교적 긴 구간이다.